# Campionati del mondo di atletica leggera 2013 - Marcia 20 km maschile
La gara della marcia 20 km maschile dei Campionati del mondo di atletica leggera 2013 si è svolta l'11 agosto.

## Podio
| Posizione | Atleta             | Nazione    |
| --------- | ------------------ | ---------- |
| Oro       | Chen Ding          | Cina       |
| Argento   | Miguel Ángel López | Spagna     |
| Bronzo    | João Vieira        | Portogallo |

## Situazione pre-gara

### Record
Prima di questa competizione, il record del mondo (WR) e il record dei campionati (CR) erano i seguenti.
| Record                | Prestazione | Atleta                   | Data                              | Competizione              |
| --------------------- | ----------- | ------------------------ | --------------------------------- | ------------------------- |
| Record mondiale       | 1h17'16"    | Vladimir Kanajkin Russia | 29 settembre 2007 Saransk, Russia |                           |
| Record dei campionati | 1h17'21"    | Jefferson Pérez Ecuador  | 23 agosto 2003 Parigi, Francia    | Campionati del mondo 2003 |

### Campioni in carica
I campioni in carica, a livello mondiale e olimpico, erano:
| Campione | Atleta                | Prestazione | Data                                | Competizione               |
| -------- | --------------------- | ----------- | ----------------------------------- | -------------------------- |
| Olimpico | Chen Ding Cina        | 1h18'46"    | 4 agosto 2012 Londra, Regno Unito   | Giochi della XXX Olimpiade |
| Mondiale | Valerij Borčin Russia | 1h19'56"    | 28 agosto 2011 Taegu, Corea del Sud | Campionati del mondo 2011  |

### La stagione
Prima di questa gara, gli atleti con le migliori tre prestazioni dell'anno erano:
| Pos. | Atleta                 | Prestazione | Data                          |
| ---- | ---------------------- | ----------- | ----------------------------- |
| 1    | Petr Trofimov Russia   | 1h18'28"    | 23 febbraio 2013 Soči, Russia |
| 2    | Yūsuke Suzuki Giappone | 1h18'34"    | 10 marzo 2013 Nomi, Giappone  |
| 3    | Jianbo Li Cina         | 1h18'52"    | 1º marzo 2013 Taicang, Cina   |

## Classifica
| Pos. | Atleta                     | Nazionalità   | Tempo    | Note                                     |
| ---- | -------------------------- | ------------- | -------- | ---------------------------------------- |
|      | Chen Ding                  | Cina          | 1h21'09" | Miglior prestazione personale stagionale |
|      | Miguel Ángel López         | Spagna        | 1h21'21" | Miglior prestazione personale stagionale |
|      | João Vieira                | Portogallo    | 1h22'05" |                                          |
| 4    | Denis Strelkov             | Russia        | 1h22'06" |                                          |
| 5    | Takumi Saito               | Giappone      | 1h22'09" |                                          |
| 6    | Ruslan Dmytrenko           | Ucraina       | 1h22'14" |                                          |
| 7    | Iñaki Gómez                | Canada        | 1h22'21" | Miglior prestazione personale stagionale |
| 8    | Christopher Linke          | Germania      | 1h22'36" | Miglior prestazione personale stagionale |
| 9    | Kim Hyun-sub               | Corea del Sud | 1h22'50" | Miglior prestazione personale stagionale |
| 10   | Dane Bird-Smith            | Australia     | 1h23'06" |                                          |
| 11   | Yūsuke Suzuki              | Giappone      | 1h23'20" |                                          |
| 12   | Jaime Quiyuch              | Guatemala     | 1h23'24" |                                          |
| 13   | Matteo Giupponi            | Italia        | 1h23'27" | Miglior prestazione personale stagionale |
| 14   | Andrii Kovenko             | Ucraina       | 1h23'46" |                                          |
| 15   | Alexandros Papamihail      | Grecia        | 1h23'48" | Miglior prestazione personale stagionale |
| 16   | Jose Leonardo Montana      | Colombia      | 1h23'50" | Miglior prestazione personale stagionale |
| 17   | Rolando Saquipay           | Ecuador       | 1h24'01" | Miglior prestazione personale stagionale |
| 18   | RafaL Augustyn             | Polonia       | 1h24'03" |                                          |
| 19   | Benjamin Thorne            | Canada        | 1h24'26" |                                          |
| 20   | Anton Kučmín               | Slovacchia    | 1h24'38" |                                          |
| 21   | Yerko Araya                | Cile          | 1h24'42" | Miglior prestazione personale stagionale |
| 22   | Ato Ibáñez                 | Svezia        | 1h24'49" |                                          |
| 23   | Álvaro Martín              | Spagna        | 1h25'12" |                                          |
| 24   | Marius Žiūkas              | Lituania      | 1h25'17" |                                          |
| 25   | Cai Zelin                  | Cina          | 1h25'31" |                                          |
| 26   | Hatem Ghoula               | Tunisia       | 1h25'41" |                                          |
| 27   | Giorgio Rubino             | Italia        | 1h25'42" |                                          |
| 28   | Bertrand Moulinet          | Francia       | 1h26'12" | Miglior prestazione personale stagionale |
| 29   | Ivan Losyev                | Ucraina       | 1h26'32" |                                          |
| 30   | Alex Wright                | Irlanda       | 1h26'40" |                                          |
| 31   | Diego Flores               | Messico       | 1h26'46" |                                          |
| 32   | Gurmeet Singh              | India         | 1h26'47" |                                          |
| 33   | Chandan Singh              | India         | 1h26'51" |                                          |
| 34   | Mauricio Arteaga           | Ecuador       | 1h27'35" |                                          |
| 35   | Georgiy Sheiko             | Kazakistan    | 1h27'41" |                                          |
| 36   | Isaac Palma                | Messico       | 1h28'14" |                                          |
| 37   | Perseus Karlström          | Svezia        | 1h28'20" | Miglior prestazione personale stagionale |
| 38   | Choe Byeong Kwang          | Corea del Sud | 1h28'26" |                                          |
| 39   | Sérgio Vieira              | Portogallo    | 1h28'34" |                                          |
| 40   | Máté Helebrandt            | Ungheria      | 1h28'49" |                                          |
| 41   | Arnis Rumbenieks           | Lettonia      | 1h29'13" |                                          |
| 42   | Federico Tontodonati       | Italia        | 1h29'26" |                                          |
| 43   | Francisco Arcilla          | Spagna        | 1h29'38" |                                          |
| 44   | Vitaliy Anichkin           | Kazakistan    | 1h30'02" |                                          |
| 45   | Juan Manuel Cano           | Argentina     | 1h30'45" | Miglior prestazione personale stagionale |
| 46   | Anibal Paau                | Guatemala     | 1h30'54" |                                          |
| 47   | Dzianis Simanovich         | Bielorussia   | 1h31'52" |                                          |
| 48   | Andrey Ruzavin             | Russia        | 1h32'45" |                                          |
| 49   | Rhydian Cowley             | Australia     | 1h33'35" |                                          |
| 50   | Alejandro Francisco Florez | Svizzera      | 1h35'01" |                                          |
| 51   | Tim Seaman                 | Stati Uniti   | 1h36'35" |                                          |
|      | Irfan Kolothum Thodi       | India         | DQ       |                                          |
|      | Erick Barrondo             | Guatemala     | DQ       |                                          |
|      | Wang Zhen                  | Cina          | DQ       |                                          |
|      | Byun Young-Jun             | Corea del Sud | DQ       |                                          |
|      | Caio Bonfim                | Brasile       | DQ       |                                          |
|      | Lebogang Shange            | Sudafrica     | DNF      |                                          |
|      | Dawid Tomala               | Polonia       | DNF      |                                          |
|      | Éider Arévalo              | Colombia      | DNF      |                                          |
|      | Luis Fernando López        | Colombia      | DNF      |                                          |
|      | Kevin Campion              | Francia       | DNF      |                                          |
|      | Hassanine Sebei            | Tunisia       | DNF      |                                          |
|      | Aleksandr Ivanov           | Russia        | 1h20'58" | dq                                       |
|      | Ebrahim Rahimian           | Iran          | 1h35'46" | dq                                       |